# Leopold III Habsburg
Leopold III Habsburg (ur. 1351 w Wiedniu, zm. 9 lipca 1386 w bitwie pod Sempach) – książę austriacki.
Leopold III był synem Albrechta II Kulawego i Joanny von Pfirt. Jego brat Rudolf Założyciel powierzył mu sprawy Tyrolu i ożenił go w 1365 z mediolańską księżniczką Viridis Visconti. Po śmierci Rudolfa panował we wszystkich posiadłosciach Habsburgów wraz z bratem Albrechtem III. 25 września 1379 w Neuberg an der Mürz podzielił dobra z bratem otrzymując oprócz pieniędzy Styrię, Karyntię, Marchię Wendyjską, część hrabstwa Gorycji i Tyrol. Bracia zapewnili sobie wzajemne dziedziczenie. W 1379 Leopold kupił hrabstwo Feldkirch. W 1381 otrzymał od Republiki Weneckiej miasto Treviso. Wenecjanie chcieli się w ten sposób zabezpieczyć by miasto nie dostało się pod władzę Padwy. Leopold jednak wkrótce odstąpił Treviso władającemu Padwą Francesco da Carrarze. W 1382 pod władzę Leopolda przeszło dobrowolnie miasto Triest poszukujące ochrony przed ekspansją Wenecji. Niedługo później Habsburg popadł w konflikt ze szwajcarskimi kantonami, który zakończył się  jego śmiercią, w bitwie pod Sempach.

## Życie prywatne
Leopold III i Viridis Visconti mieli czterech synów:
- Wilhelm
- Leopold IV
- Ernest Żelazny
- Fryderyk IV